# Rio Galina
O rio Galina é um dos menores rios austríacos de Vorarlberg, o mais ocidental dos estados daquele país.